# Али Мардан-хан Бахтиари
Али Мардан-хан Бахтиари (перс. علی‌مردان‌خان بختیاری‎; ? — 1754) — вождь племени бахтиари (ветвь чахарленг) и главный претендент на господство в западном Иране после смерти Надир-шаха в 1747 году.
Он был автономным правителем Гольпайегана (1749—1751) и Исфахана (1750—1751), приняв титул Вакиль од-Дауля, с сефевидским принцем Исмаилом III в качестве номинального главы, узаконившего его правление. Однако он был отброшен войсками Карим-хана Зенда и после ряда столкновений на протяжении многих лет был убит двумя вождями Зендов в своем собственном лагере в 1754 году.

## Биография

### Последствия смерти Надир-шаха и возвращениеБахтиаровв Западный Иран
Али Мардан впервые упоминается после смерти правителя Афшаридов Надир-шаха в 1747 году как один из сторонников племянника последнего Али Кули-хана, который был коронован как Адил-шах («праведный король») в Мешхеде. Однако новому правителю «не хватило властного магнетизма своего дяди, чтобы собрать воедино уцелевшие элементы разросшейся и истощенной империи». Вместо того чтобы отправиться в старую столицу Сефевидов — Исфахан, чтобы обеспечить защиту города, он послал туда своего брата Ибрагим-мирзу. Вместо этого он отправился в Мешхед, остановился в нем и устроил празднества Это, однако, уменьшило недовольство его недостаточно занятой армии, в то время как город был ослаблен почти до нищеты. В конце 1747 года Али Мардан попросил у Адил-шаха разрешения отвести домой своих бахтиаров, но последний отказался. Тем не менее, Али Мардан и его люди проигнорировали его приказ и покинули город — за ними охотились силы, посланные Адил-шахом, которым они нанесли сокрушительное поражение.
Али Мардан и его люди в конце концов достигли хребтов Загроса в западном Иране, в то время как Ибрагим-мирза собирал сторонников в Исфахане, чтобы потребовать трон от своего брата. Другие бахтиары уже имели большое влияние и авторитет под руководством вождя хафтленг Абул-Фатх-хана Бахтиари, который был губернатором города. Летом 1748 года Ибрагим-мирза победил и ослепил Адил-шаха и взошел на престол как новый шах из династии Афшаридов. Однако вскоре он был побежден и убит войсками внука Надир-шаха Шахрох-шаха, который остался в Мешхеде и не предпринял никаких усилий для восстановления правления Афшаридов в западном Иране, который был в смятении. Тем временем Али Мардан и его люди столкнулись с силами Закария-хана и вождя Зендов Карим-хана. Первоначально потерпев поражение, Али Мардан-хан сумел выйти победителем и захватить Гольпайеган, ключевое место на пути к Исфахану. Весной 1750 года он попытался захватить Исфахан, но потерпел поражение у Мурчахура, городка недалеко от столицы. Затем он начал отправлять гонцов в Гольпайеган к своим региональным противникам, среди которых были Карим-хан и Закария-хан, которые приняли его предложение условий и объединили свои силы с последним, в результате чего число их людей увеличилось до 20 000 человек.

### Фактическое правление в Исфахане и его окрестностях
В мае 1750 года они штурмовали ворота Исфахана — его губернатор Абул Фатх-хан Бахтияри и другие видные жители собрались для защиты крепости города, но согласились сдаться и сотрудничать с ними после разумных предложений Али Мардана. Абул Фатх-хан Бахтияри вместе с Али Марданом и Керим-ханом Зендом заключили союз в западном Иране под прикрытием восстановления династии Сефевидов, назначив марионеточным правителем 17-летнего сефевидского принца Абу Тораба — 29 июня Абу Тораб был объявлен шахом и принял на себя династическое имя - Исмаил III.
Затем Али Мардан принял титул Вакиль-е даулат («наместник государства») в качестве главы администрации, в то время как Абул Фатх сохранил свой пост губернатора Исфахана, а Керим-хан Зенд был назначен командующим (сардаром) армии и получил задание по завоеванию остальной части Ирана. Однако несколько месяцев спустя, когда Керим—хан был в экспедиции в Курдистане, Али Мардан-хан начал нарушать условия, которые они обещали жителям Исфахана — он значительно усилил свои вымогательства на город, который Новая Джульфа больше всего пострадал от. Затем Али Мардан-хан нарушил условия, которые он заключил с двумя вождями, свергнув и убив Абул Фатха Бахтияри. Затем он назначил своего дядю новым губернатором города и без совещания двинулся к Ширазу и начал грабить провинцию Фарс. Кроме того, он также начал заменять своих заместителей, одновременно извлекая тяжелые налоги и многочисленные богатства, чтобы обеспечить свою армию необходимым оборудованием и товарами. Это привело к тому, что различные его чиновники и офицеры отошли от него. Разграбив Казерун, Али Мардан-хан отправился в Исфахан, но попал в засаду у опасного прохода Кутал-э-Дохтар, устроенную региональными партизанами под командованием Музари Али Хишти, который был вождем соседней деревни Хишт. Им удалось захватить добычу Али Мардана и убить 300 его людей, что вынудило последнего отступить к более трудному проходу, чтобы добраться до Исфахана. К зиме силы Али Мардана уменьшились еще больше из-за того, что некоторые из его людей были оставили своего лидера.

### Война с Керим-ханом Зендом за господство в западном Иране
Ситуация для Али Мардана еще больше ухудшилась, когда Керим-хан вернулся в Исфахан в январе 1751 года и восстановил порядок в городе. Вскоре между ними произошла битва в Луристане — во время битвы Исмаил III и Закария-хан (который теперь был его визирем) вместе с несколькими видными офицерами дезертировали Али Мардан и присоединились к Керим-хану, который в конечном итоге вышел победителем, заставив Али Мардана и остатки его людей вместе с губернатором Луристана Исмаилом Ханом Фейли отступили в Хузистан. Там Али Мардан заключил союз с шейхом Саадом, губернатором Хузистана, который подкрепил его солдатами. Поздней весной 1752 года Али Мардан вместе с Исмаил-ханом Фейли двинулись на Керманшах. Войска Керим-хана вскоре атаковали их лагерь, но были отбиты. Затем Али Мардан пошел дальше во владения Зендов, что привело к битве с Керим-ханом возле Нехавенда. Однако Али Мардан снова потерпел поражение и был вынужден отступить в горы, откуда направился в османские владения, в Багдад.
Там он познакомился с Мустафа-ханом Бигдили Шамлу, бывшим дипломатом Надир-шаха, который в 1746 году был отправлен в Багдад для подтверждения Керденского договора с османами. В городе также находился сын бывшего сефевидского шаха Тахмаспа II (1729—1732), которому удалось бежать из Исфахана во время резни членов семьи Сефевидов Махмудом Хотаки в 1725 году. Это предоставило Али Мардану, Исмаилу-хану Фейли и Мустафе-хану ключевую возможность использовать принца для возвращения в Иран под предлогом попытки восстановить династию Сефевидов. Через год, в начале 1753 года, они начали собирать армию в Луристане и получили поддержку пуштунского военачальника Азад-хана Афгана. Несколько месяцев спустя они двинулись во владения Карим-хана, но сын Тахмаспа II, который был объявлен султаном Хусейном II, начал показывать себя неподходящим кандидатом на пост сефевидского шаха — это помешало их походу и привело к дезертирству многих их мужчин. Кроме того, после тщательной проверки биографии султана Хусейна II Али Мардан и его соратники раскрыли его настоящую личность и выяснили, что на самом деле он не сефевидского происхождения, а сын азербайджанца и армянки.
Люди Али Мардана в Керманшахе после двух лет осады войсками Зендов сдались и были пощажены Керим-ханом, который вскоре снова столкнулся с Али Марданом, победив последнего и захватив Мустафу-хана. Али Мардану удалось бежать с султаном Хусейном II, но вскоре его ослепили и отправили в Ирак из-за того, что он был более тяжелым, чем полезным для него.
Весной 1754 года Али Мардан захватил двух родственников Керим-хана, Мохаммад-хана Зенда и Шейха Али-хана Зенда. Затем он взял их в свой лагерь близ Керманшаха и начал с ними переговоры о возможности союза, которые, однако, оказались безрезультатными. Два вождя Зендов по согласованному сигналу напали на Али Мардан-хана и убили его его собственным кинжалом, а затем бежали из лагеря верхом под обстрелом солдат Али Мардана.